# Edward Alleyn

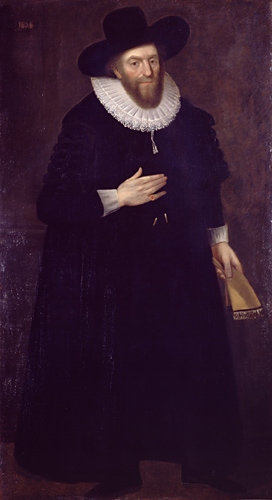
Edward Alleyn

Edward Alleyn (* 1. September 1566 in London; † 25. November 1626 ebenda) war einer der berühmtesten Schauspieler zu Zeiten William Shakespeares.

## Leben
Alleyn war der Sohn eines Londoner Wirtes. Bereits als Jugendlicher schloss er sich der Gaukler- und Schauspieler-Truppe des Earl of Worcester an (Worcester Men). In den Jahren 1584 bis 1585 trat diese Truppe bei den verschiedensten Gelegenheiten zwischen London und Stratford-upon-Avon auf.
1585 ging Alleyn zurück nach London, um Hofschauspieler zu werden. Bald nach seiner Ankunft wurde er Mitglied der Theatergruppe Admiral’s Men. Mit diesem Ensemble spielte er fast lebenslang. Seine größten Erfolge konnte Alleyn mit den Hauptrollen von Christopher Marlowes „Tamburlaine“ und „Der Jude von Malta“ erreichen.
Auch in Stücken von Robert Greene wie „Orlando furioso“ wirkte Alleyn auf der Bühne. Durch diese Erfolge wurde Alleyn nicht nur berühmt, sondern auch sehr wohlhabend. Am 22. Oktober 1592 heiratete er in London Joan Woodward, eine Stieftochter des Theaterdirektors Philip Henslowe. Als Mitgift brachte seine Ehefrau eine Teilhaberschaft des Rose Theatre mit in die Ehe.
Da im Frühjahr des darauf folgenden Jahres die Pest ausbrach, wurde das Theater für einige Monate geschlossen. Erst zur Jahreswende 1593/94 war die Gefahr vorbei und die Gruppe Admiral’s Men wurde exklusiv für das Rose Theatre engagiert. Bis 1596 brachte dieses Theater über 55 neue Inszenierungen auf die Bühne. Allein „The wise men of Chester“ von Anthony Munday wurde 32 Mal aufgeführt.
Im Jahr 1598 beendete Alleyn mit 32 Jahren seine Karriere als Schauspieler und war nur noch als Manager und Intendant tätig. Am 8. Januar 1600 gründeten Alleyn und sein Schwiegervater Philip Henslowe das Fortune Theatre. Der Baumeister Peter Street wurde angewiesen, hier eine exakte Kopie des Globe Theatre zu bauen.
Mit 47 Jahren kaufte Alleyn in Dulwich ein stattliches Anwesen. Er gründete dort neben einem Krankenhaus 1619 auch das College of God’s Gift at Dulwich (heute Dulwich College).
Am 28. Juni 1623 starb seine Ehefrau Joan. Trost fand Alleyn aber sehr schnell bei Constance Donne, einer Tochter des Schriftstellers John Donne. Mit 57 Jahren heiratete Alleyn am 3. Dezember 1623 die Zwanzigjährige. Den beiden waren noch drei Jahre vergönnt.
Während einer Geschäftsreise nach Yorkshire erkältete sich Edward Alleyn und starb im Alter von 60 Jahren am 25. November 1626 in London.